# Vlădeni (okręg Buzău)
Vlădeni – wieś w Rumunii, w okręgu Buzău, w gminie Cernătești. W 2011 roku liczyła 58 mieszkańców.